# Хуан Понс
Хуан Понс (ісп. Juan Pons; нар. 8 серпня 1946, Сьюдадела, Іспанська держава) — іспанський оперний співак (баритон).

## Біографія
Хуан Понс народився 8 серпня 1946 року у Сьюдаделі. У 1980 році дебютував у Ла Скалі в опері «Фальстаф». Після вдалого дебюту Хуан Понс почав виступати на найпрестижніших оперних сценах світу.